# Юліане Делль
Юліане Делль (нім. Juliane Döll; 8 липня 1986, Шмалькальден, Німеччина) — німецька біатлоністка, багаторазова чемпіонка  Європи, учасниця етапів кубка світу з біатлону. 

## Кар'єра в Кубку світу
- Дебют в кубку світу — 13 березня 2008 року в  спринті в Осло — 28 місце.
- Перше попадання до залікової зони — 13 березня 2008 року в спринті в Осло — 28 місце.

Першим роком Юліане в біатлоні став 2005 рік, а з 2008 року вона почала виступати за національну збірну на етапах кубка світу. В своєму дебютному сезоні 2007/2008 спортсменка вперше потрапила до залікової зони та за підсумками сезону увійшла до загального заліку біатлоністів, посівши 76 місце. З 2008 року Юліане стабільно потрапляє до загального заліку біатлоністів, досягши найкращого результату у сезоні 2009/2010 — 40 місце. Найкращим же особистим досягненням спортсменки, покищо, є 12-й час, який вона показала в індивідуальній гонці на етапі кубка світу сезону 2009/2010, який проходив у шведському Естерсунді.

## Загальний залік в Кубку світу
- 2007-2008 — 76-е місце (3 очки)
- 2008-2009 — 46-е місце (133 очки)
- 2009-2010 — 40-е місце (158 очок)
- 2010-2011 — 60-е місце (52 очки)

## Статистика стрільби
| № п/п | Сезон     | Загальна        | Індивідуальна гонка | Спринт        | Гонка переслідування | Мас-старт     | Естафета   |
| ----- | --------- | --------------- | ------------------- | ------------- | -------------------- | ------------- | ---------- |
| 1     | 2007-2008 | 80,0 (24/30)    | 0,0% (0/0)          | 80,0% (8/10)  | 80,0% (16/20)        | 0,0% (0/0)    | 0,0% (0/0) |
| 2     | 2008-2009 | 82,5% (99/120)  | 85,0% (17/20)       | 82,5% (33/40) | 81,7% (49/60)        | 0,0% (0/0)    | 0,0% (0/0) |
| 3     | 2009-2010 | 86,5% (173/200) | 90,0% (54/60)       | 76,7% (46/60) | 91,7% (55/60)        | 90,0% (18/20) | 0,0% (0/0) |
| 4     | 2010-2011 | 81,5% (106/130) | 83,3% (50/60)       | 83,3% (25/30) | 77,5% (31/40)        | 0,0% (0/0)    | 0,0% (0/0) |